# دسدئيهون (حديبو)

تعديل مصدري - تعديل

دسدئيهون إحدى قرى مديرية حديبو التابعة لمحافظة سقطرى، بلغ تعداد سكانها 61 نسمة حسب تعداد اليمن لعام 2004.